# Prabolgarski koledar
Prabolgarski koledar je pojem, s katerim se označuje hipotetični koledarski sistem, ki so ga uporabljali Prabolgari, polnomadsko ljudstvo po poreklu iz Srednje Azije, ki je od 2. stoletja dalje prebivalo v evrazijskih stepah severno od Kavkaza in ob reki Volgi.

## Vir
Edini dokument, v katerem so podatki o hipotetičnem koledarskem sistemu, je Imenik bolgarskih kanov. V tem kratkem besedilu iz 15. stoletja je deset parov besed, ki so nedvomno koledarski izrazi. Povezavo teh podatkov z resničnimi dogodki so omogočili zapisi bizantinskih zgodovinarjev o vladarjih iz Imenika. 
Enak sistem datiranja se pojavlja tudi v obrobnih pripombah v rokopisu meniha Tudorja Doskova iz 10. stoletja in Čatalarskem napisu bolgarskega vladarja Omurtaga iz 9. stoletja, na katerem je tudi ekvivalentno bizantinsko cesarsko datiranje.  

## Rekonstrukcija koledarja
Analiza razpoložljivih podatkov je pokazala, da so Prabolgari uporabljali 12 letni ciklični koledar, podoben koledarjem, ki so ga turška ljudstva  povzela po kitajskem koledarju. Imena let in številke mesecev so v prabolgarskem jeziku.
Način branja je skupaj z razlago cikličnega koledarja prvi predlagal finski slavist  Jooseppi Julius Mikkola leta 1913. Razlaga je kasneje doživela veliko sprememb in obdelav, za katere so najzaslužnejši Géza Fehér, Omeljan Pritsak, Mosko Moskov in drugi. Petar Dobrev, ki podpira novo  "iransko" teorijo o poreklu Prabolgarov, trdi, da turška imena živali kažejo na to, da so si turška ljudstva te besede sposodila od iranskih Prabolgarov.
Prabolgarski koledar je imel 12 mesecev s fiksnim številom dni (8 mesecev po 30 in 4 mesece po 31) in dva dodatna dneva: ignažden ali ednažden (22. december), ki je veljal za prvi dan v letu, in enovden (22. junij), ki se je dodajal samo v prestopnih letih. Prestopna leta, približno vsako četrto leto, so se določala iz bolj zapletenih ciklov. Po mnenju nekaterih raziskovalcev so datumi vsako leto padli na isti dan v tednu zato sta bila potrebna dva dodatna dneva na koncu meseca ali tedna.
Koledarski sistem je imel poleg letnega ciklusa tudi dvanajstletni ciklus, ki se je določal na podlagi abstraktnega gibanja želvjega oklepa preko ozvezdjih z imeni domačih živali. 

## Primerjava prabolgarskega koledarja s turškimi koledarji
Primerjava prabolgarskega koledarja s turškimi koledarji temelji na analizah Omeljana Pritsaka.
| Leto                 | Imenik                   | Staroturško (7.-8. st.) | Ujgursko (13.-17. st.) | Turkmensko              | Baškirsko     | Tatarsko      | Hakaško          | Teleutsko                  |
| -------------------- | ------------------------ | ----------------------- | ---------------------- | ----------------------- | ------------- | ------------- | ---------------- | -------------------------- |
| мишка (miš)          | сомор (somor), (*čomor)  |                         | küskü                  | сычқан                  | сысҡан        | тышқан        | кÿске            | қойон (zajec)              |
| вол (vol)            | шегор, σιγορ, (šegor)    |                         | ud                     | сығыр                   | һыйыр (krava) | сиыр          | інек             | улу (zmaj)                 |
| барс (verjetno zmaj) | верени, берени (vereni)  | bars (perzijsko)        | bars (perzijsko)       | барс, пәләң (perzijsko) | барыс         | барыс         | тÿлгÿ (lisica)   | йылан (kača)               |
| заек (zajec)         | двлан (*davlan)          | tabïšɣan                | tavïšɣan               | таушқан                 | ҡуян          | қоян          | хозан            | ат (konj)                  |
| дракон (zmaj)        |                          | lüi/lü (kitajsko)       | luu (kitajsko)         | лу балық                | луу           | лув           | килескі (kuščar) | қой (ovca)                 |
| змия (kača)          | диломъ (dilom), (*čilom) | yïlan                   | yïlan                  | йылан                   | илан          | жылан         | чылан            | мечин (opica)              |
| кон (konj)           | има (ima), (šegor)       |                         | yunt, yund             | йылқы                   | илҡы          | жылқы         | чылғы            | ит (pes)                   |
| овца (ovca)          | теку                     | qony                    | qoin                   | қой                     | ҡой           | қой           | хой              | қақай (prašič, mongolsko)  |
| маймуна (opica)      |                          | bičin                   | bičin                  | биҗин                   | мишин         | маймыл, мешін | кіжі (človek)    | чычқан (miš)               |
| петел (petelin)      | тох (toh), (*čux)        | takïɣu                  | takïɣu                 | тауқ                    | тауыҡ         | тауық         | таңах            | тақаа (petelin, mongolsko) |
| куче (pes)           | етхь (et)                | it                      | it                     | ит                      | эт            | ит            | турна (žerjav)   | инек (krava)               |
| свиня (prašič)       | дохсъ (dohs), (*čočka)   | laɣzïn (?)              | toŋuz                  | тоңуз                   | доңгыз        | қара кейік    | öскі (koza)      | пар (tiger)                |